# 村治学
村治 学（むらじ まなぶ、1963年10月24日 - ）は、日本の俳優、声優、音楽学者、博士（音楽）。兵庫県出身。アミュレート所属。

## 来歴
1987年3月、文学座附属演劇研究所本科卒業(26期)、1989年3月、同研究所研修科修了、1989年4月、文学座準座員に昇格、1991年4月、文学座座員に昇格した。
2017年6月1日、フクダ&Co.へ移籍。2018年9月よりフリーランスとなる。
2021年3月、聖徳大学大学院音楽文化研究科博士後期課程を修了し、博士号を取得した。
2021年12月1日、懸樋プロダクションへ移籍した。
2023年3月、東洋音楽学会参事に就任した。
2023年4月、嵯峨美術大学客員教授に就任した。
2023年6月、日本尺八演奏家ネットワーク（JSPN）特別会員に就任した。
2025年6月1日、アミュレートに移籍した。

## 人物
声優としては吹き替えを中心に活動しており、主にアンドリュー・スコットを持ち役としている。マーベル・シネマティック・ユニバースにおけるフィル・コールソン役の吹替で有名。またCSI:科学捜査班のグレッグ・サンダース役では2000年の第1シーズンから最終シーズンまで300話以上を吹き替えた。CSI: ベガスでも同役の吹替を担当している。ロード・オブ・ザ・リング (映画シリーズ)ではメリアドク・ブランディバック、テレビドラマシリーズのロード・オブ・ザ・リング:力の指輪ではラルゴ・ブランディフットの吹替を担当している。
一方、2021年 徳丸吉彦・髙松晃子の下で執筆した『村治虚憧の六孔尺八の研究 ―その創案と影響―』にて博士（音楽）聖徳大学。祖父である初代・村治虚憧（1894-1978）は都山流、上田流を経て独立、1928年に大阪で村治流を興した。初代の長男である父・村治虚巌（1928-2011）が二代・村治虚憧となる。二代の長男である本人は演劇の道を選び約30年間劇団文学座に所属していたが、奇しくも当時の文学座代表・戌井市郎（1916-2010）の父は都山流幹部の大橋鴻山（1895-1968）であった。
虚無僧研究会終身会員、日本音楽著作権協会準会員、日本俳優連合元理事。

## 出演
太字はメインキャラクター。

### テレビアニメ
2002年
- 最終兵器彼女（イトウ）

2005年
- ギャラリーフェイク（富岡圭介）
- 名探偵コナン（2005年 - 2025年、坂口慎也、川端誠司）

2006年
- 結界師（2006年 - 2008年、墨村修史、月之丞）
- 太陽の黙示録（村越）
- 妖怪人間ベム（三上雄三）

2009年
- スティッチ!（タロウの父）

2011年
- ルパン三世 血の刻印 〜永遠のMermaid〜（支配人）

2012年
- 夏目友人帳 肆（三世子の父）

2015年
- ONE PIECE（ドンキホーテ・ホーミング聖）

2016年
- ルパン三世 PART IV（フィリップ・キャスパー）

2017年
- 正解するカド（五十嵐英治）

2018年
- レイトン ミステリー探偵社 〜カトリーのナゾトキファイル〜（セス・バーグマン）

2020年
- ID:INVADED イド:インヴェイデッド（早瀬浦宅彦）

2021年
- 海賊王女（サルマン）

2022年
- 惑星のさみだれ（ロキ＝ヘリオス）

2023年
- 聖女の魔力は万能です（アシュレイ侯爵）

2024年
- チ。-地球の運動について-（司教）
- ニンジャラ (国王)

2025年
- メダリスト（瀬古間衛）

### 劇場アニメ
- ハウルの動く城（2004年）
- 映画しまじろう　ミラクルじまのなないろカーネーション (2024年)

### OVA
- 最終兵器彼女 Another love song（2005年、イトウ）
- ルパン三世 ルパンは今も燃えているか?（2018年、魔毛狂介[25]）

### Webアニメ
- テルマエ・ロマエ ノヴァエ（2022年、セウェルス将軍）
- リック・アンド・モーティ：ジ・アニメ (2024年、ジェリー)
- グリム組曲 (2024年、北村)

### ゲーム
- 最終兵器彼女（2003年、イトウ）
- ペット探偵Y's（2004年、守屋一郎太）
- ローグギャラクシー（2005年、ロバート、トニー）
- ウォッチドッグス（2014年、デルフォード "イラク" ウェイド）
- ファイナルファンタジーVII リメイク（2020年、市長助役ハット）
- モノクロームメビウス 刻ノ代贖（2022年、ナラクファラ）

### 吹き替え

#### 担当俳優
アンドリュー・スコット
- ヴィクター・フランケンシュタイン（ロデリック・ターピン警部補）
- SHERLOCK（シャーロック）（ジム・モリアーティ）
  - SHERLOCK/シャーロック 忌まわしき花嫁

- パレードへようこそ（ゲシン・ロバーツ）
- 20世紀“核”の内幕 第2回「最終兵器～水爆開発の秘密～」（アンドレイ・サハロフ）※BS世界のドキュメンタリー放送時の題名

クラーク・グレッグ
- ゼロデイ（ロバート・リンドン）
- マーベル・シネマティック・ユニバース（フィル・コールソン）
  - アイアンマン ※劇場公開版
  - マーベル・ワンショット
  - アイアンマン2 ※劇場公開版
  - マイティ・ソー
  - アベンジャーズ
  - エージェント・オブ・シールド ※ドラマ・シリーズ（シーズン1～7）
  - キャプテン・マーベル
  - ホワット・イフ...? ※アニメ
  - マーベル616

- モキシー 〜私たちのムーブメント〜（ジョン）

スティーブ・ザーン
- 戦場からの脱出（ドウェイン・W・マーティン）
- トールガール（リッチー）
- トールガール2（リッチー）
- ユー・ガット・メール（ジョージ・パパス）※ソフト版

センディル・ラママーシー
- HEROES/ヒーローズ（モヒンダー・スレシュ）
- HEROES REBORN/ヒーローズ・リボーン（モヒンダー・スレシュ）
- THE FLASH/フラッシュ（ラムジー・ロッソ/ブラッドワーク)

フランソワ・チャウ
- HAWAII FIVE-0 シーズン4 #17（ゲイリー・アイカプ）
- LOST（ピエール・チャン博士）
  - LOST (第2シーズン)（マーヴィン・キャンドル、マーク・ウィックマンド博士）
  - LOST (第4シーズン)（エドガー・ハリワックス博士）

ヘンリー・トーマス
- ギャング・オブ・ニューヨーク（ジョニー・シロッコ）※ソフト版
- ジェラルドのゲーム（ジェシーの父）

ポール・スパークス
- サラブレッド（マーク）
- PERSON of INTEREST 犯罪予知ユニット シーズン2#16（ウィルソン）
- ボードウォーク・エンパイア 欲望の街（ミッキー・ドイル）

マイケル・シーン
- 英国スキャンダル 王室を揺るがしたインタビュー（アンドリュー王子）
- オスカー・ワイルド（ロビー・ロス）
- ティンカー・ベルと妖精の家（グリフィス博士）
- パッセンジャー（アーサー）

マシュー・ブロデリック
- ハリウッド・スキャンダル（レヴァー・マティス）
- ペントハウス（Mr.フィッツヒュー）
- マンチェスター・バイ・ザ・シー（ジェフリー）

レイ・ロマーノ
- ノー・グッド・ディード ～麗しの家～（ポール）
- パドルトン（アンディ・フリーマン）
- フライ・ミー・トゥ・ザ・ムーン（ヘンリー・スモールズ）

#### 映画（吹き替え）
- 愛と野望のブロードウェイ ※ビデオ発売時のタイトルは『マンハッタンのジェイン・オースティン』
- アダルトボーイズ青春白書（レニー〈アダム・サンドラー〉）
- アナコンダ2（ジャック・バイロン〈マシュー・マースデン〉）
- アナライズ・ユー
- 姉のいた夏、いない夏。
- あの日、欲望の大地で（カルロス〈ホセ・マリア・ヤスピク〉）
- アバターシリーズ（マックス・パテル博士〈ディリープ・ラオ〉）
  - アバター
  - アバター:ウェイ・オブ・ウォーター[29]
- アマチュア（シラー[30]）
- アマンダ・ピートのピンクな気持ち/ワタシは、Hなオンナのコ（ジョナサン〈ジョナサン・エイブラハムズ〉）
- アルゴ (ジョー・スタッフォード〈スクート・マクネイリー〉)
- アンコール!!（ジェームズ〈クリストファー・エクルストン〉）
- アンナ・カレーニナ（アレクセイ・カレーニン〈ジュード・ロウ〉）
- イノセント・ボーイズ
- インディ・ジョーンズ/魔宮の伝説（チャター・ラル〈ロシャン・セス〉、ウー・ハン）※WOWOW版（BD収録）
- イントゥ・ザ・ブルー
- インティマシー/親密（イアン〈フィリップ・カルヴァリオ〉）
- ヴァン・ダム IN コヨーテ（ピーター・ホーガン）※テレビ東京版
- ウインドトーカーズ（ネリー〈マーティン・ヘンダーソン〉）※テレビ版
- ウェディング・プランナー（マッシモ〈ジャスティン・チェンバース〉）
- ウルトラヴァイオレット（ガース〈ウィリアム・フィクナー〉）
- 運命の女（ビル・ストーン〈チャド・ロウ〉）※テレビ版
- A.I. ※TBS版
- L.A. ギャング ストーリー（コンウェル・キーラー巡査〈ジョヴァンニ・リビシ〉）
- エアポート'02 (ブライス〈ディーン・マクダーモット〉)
- エア・マーシャル（ブレット〈ディーン・コクラン〉）
- エイリアン3 完全版
- EX エックス
- エラゴン 遺志を継ぐ者
- O（映画）
- オーシャンズシリーズ（バージル・モロイ〈ケイシー・アフレック〉）
  - オーシャンズ11 ※フジテレビ版
  - オーシャンズ12 ※日本テレビ版
  - オーシャンズ13 ※フジテレビ版
- オクトパス（サルヴァント〈ジョージ・スタンチェフ〉）※ソフト版
- おてんば探偵 ナンシー・ドリュー
- オペレーション・フォーチュン（ネイサン・ジャスミン〈ケイリー・エルウィス〉）
- かいじゅうたちのいるところ（ママの恋人〈マーク・ラファロ〉）
- 風と共に去りぬ（アシュレー・ウィルクス〈レスリー・ハワード〉）※PDDVD版
- 家族のかたち（ジミー〈ロバート・カーライル〉）
- カポーティ（トルーマン・カポーティ〈フィリップ・シーモア・ホフマン〉）
- ガンシャイ
- ガンズ・アンド・バレット（ギリー〈ルイス・デンプシー〉）
- 奇人たちの晩餐会 USA（ティム〈ポール・ラッド〉[31]）
- 気まぐれな唇 (ソンウ〈キム・ハクソン〉)
- 君のためなら千回でも（青年時代のアミール〈ハリド・アブダビ〉）
- ギャザリング (サイモン〈スティーヴン・ディレイン〉)
- ギャング・オブ・ニューヨーク（ジョニー・シロッコ〈ヘンリー・トーマス〉）※ソフト版
- キラー・バグズ（スティーヴン〈ダニエル・ジェンキンス〉）
- キルビル Vol.2
- キングダム/見えざる敵（アル・ガージー大佐〈アシュラフ・バルフム〉）
- 腐れ縁の奴ら ※別タイトル『小さな修理屋』(バッキー・ハンハラン〈シェー・ウィガム〉)
- グッドナイト&グッドラック
- クライシス・オブ・アメリカ（アティクス・ノイル〈サイモン・マクバーニー〉）
- クライモリ デッド・リターン（ネイト・ウィルソン看守〈トム・フレデリック〉）
- グリーンブック（アミット〈イクバル・テバ〉[32]）
- クリニカル (アレックス〈ケヴィン・ラーム〉)
- クリムゾン・リバー2 黙示録の天使たち (ジェズ（イエス）〈オーギュスタン・ルグラン〉)
- クレメンシー（デイヴィッド・ケンドリックス〈マイケル・オニール〉）
- ゲーテの恋 〜君に捧ぐ「若きウェルテルの悩み」〜（アルベルト・ケストナー〈モーリッツ・ブライプトロイ〉）
- 劇場版 ドーラといっしょに大冒険（アレハンドロ・グティエレス〈エウヘニオ・デルベス〉）
- 撃鉄2 -クリティカル・リミット-（ビリー〈ライアン・ボールマン〉）
- ケリー・ザ・ギャング（ダン・ケリー〈ローレンス・キンラン〉）
- コールドマウンテン
- コカイン・ベア（オラフ〈クリストファー・ヒヴュ〉）
- ゴッホ 最期の手紙（ガシェ医師〈ジェローム・フリン〉）
- こわれゆく世界の中で（サンディ〈マーティン・フリーマン〉）
- 最高の人生の見つけ方（ホリンズ医師〈ロブ・モロー〉[33]）※テレビ朝日版
- ザ・ウォード/監禁病棟
- サウンド・オブ・サイレンス ※テレビ朝日版
- ザ・キラー ジョン・ウー/暗殺者の挽歌 (テシエ〈チェッキー・カリョ〉)
- ザ・コア ※テレビ朝日版
- ザ・チャレンジ（マックス〈ジョー・マイケル・バーク〉）
- サドン・デス ※テレビ朝日版
- ザ・パイロット（ラクラン・キュリー〈ラッセル・クロウ〉）
- The FEAST/ザ・フィースト（マヌケ〈バルサザール・ゲティ〉）
- SAMURAI サムライ
- サルバドールの朝（アラウ〈トリスタン・ウヨア〉）
- G.I.ジョー（Dr.マインドベンダー〈ケヴィン・J・オコナー〉）
- ジア 裸のスーパーモデル
- ジェラルドのゲーム（ジェシーの父〈ヘンリー・トーマス〉）
- 四月の雪

- ジェシー・ジェームズの暗殺（ディック・リディル〈ポール・シュナイダー〉）
- シックス・デイ ※日本テレビ版
- シックス・バルーン (ゲイリー〈ティム・マシスン〉)
- シビル・アクション（オフィエロ〈デヴィッド・ソーントン〉）
- 縞模様のパジャマの少年
- 地獄の変異（ストロード〈キーラン・ダーシー・スミス〉）
- 詩人の大冒険（ジョン・ジョーサン〈ナット・チャン〉）※ソフト版
- シャーロック・ホームズ（クラーキー巡査〈ウィリアム・ヒューストン〉）※劇場公開版
- シャーロットのおくりもの (ビーチャー牧師)
- 13日の金曜日
- 17歳の肖像（デイヴィッド・ゴールドマン〈ピーター・サースガード〉）
- 白バラの祈り　ゾフィー・ショル、最期の日々
- 心霊写真（タン〈アナンダ・エヴァリンハム〉）
- スーパーストーム（ミュニッシュ〈キャス・アンバー〉）
- スクール・オブ・ロック（ネッド・シュニーブリー〈マイク・ホワイト〉）
- スコア
- スコーピオン・キング ※日本テレビ版
- スズメバチ ※テレビ東京版 (マルシアル〈マルシアル・オドン〉)
- 素敵なサプライズ ブリュッセルの奇妙な代理店（ヤーコブ〈イェルン・ファン・コーニンスブルッヘ〉）
- ステップ・ファーザー（デヴィッド・ハリス〈ディラン・ウォルシュ〉）
- ステルス
- ストリート・オブ・エンジェル/ニューヨークの天使
- スネークヘッドテラー
- スノーマン 雪闇の殺人鬼（マティアス〈ヨーナス・カールソン〉）
- スマーフ2 アイドル救出大作戦!（びくびくスマーフ〈アダム・ワイリー〉）
- セプテンバー5（ジム・マッケイ）
- セブンD（ソーシャルワーカー〈ジョン・マイケル・ヒギンズ〉）
- セーフハウス 〜もう一人の殺人鬼〜（サイモン・デューク〈ジェイソン・ワトキンス〉）
- 戦火の馬（ジェームス・ニコルズ大尉〈トム・ヒドルストン〉）
- セントラル・ステーション
- 続・激突!/カージャック
- ダークナイト（コールマン・リース〈ジョシュア・ハート〉）※テレビ朝日版
- タイタンの戦い
- タイフーン/TYPHOON
- ダウン（チップ）※DVD版
- タキシード（ゲイブ〈スコット・ヤフェ〉）
- タクシードライバー（トム〈アルバート・ブルックス〉）※ソフト版
- TATARI タタリ（ワトソン・プリチェット〈クリス・カッテン〉）
- 小さな恋のものがたり (アダム〈ブラッドリー・ウィットフォード〉)
- 小さな修理屋 ※別タイトル『腐れ縁の奴ら』
- 小さな魔法使いと秘密の城 リトル・ウィッチ2（バルテルス〈エドガー・ゼルゲ〉）
- チェンジリング
- チャーリーズ・エンジェル（チャド〈トム・グリーン〉）※ソフト版、（ピート〈ルーク・ウィルソン〉）※テレビ朝日版
- チャーリーズ・エンジェル フルスロットル（ピート〈ルーク・ウィルソン〉）※テレビ朝日版
- 沈黙の陰謀（ジョンソン中尉）※日本テレビ版
- 沈黙の戦場 (イヴォ〈ミロ・バルンジャック〉)
- 沈黙の追撃（プラウデン〈ロス・マッコール〉）
- ツイステッド（ジミー・シュミット〈マーク・ペルグリノ〉）
- 綴り字のシーズン
- デアデビル（ブルズアイ〈コリン・ファレル〉）
- デス・サイト（カルロ〈クラウディオ・サンタマリア〉）
- デッドベイビーズ（マーヴェル〈ウィリアム・マーシュ〉）
- デビルクエスト（デベルザック〈スティーヴン・キャンベル・ムーア〉）
- 天使と悪魔（ヴァレンティ〈ヴィクター・アルフィエリ〉）
- トゥー・ウィークス・ノーティス（ノーマン〈ジェイソン・アントゥーン〉）
- 友へ チング（チョン・サンテク〈ソ・テファ〉）※テレビ版
- トランスフォーマー （2007）
- ドリーム（ポール・スタッフォード〈ジム・パーソンズ〉）
- トリプルX（キリル〈ワーナー・デーン〉）※DVD版
- NARC ナーク（ニック・テリス〈ジェイソン・パトリック〉）
- ナイト・チェイサー（リュック〈ジョナサン・ドマルジェ〉）
- ナショナル・トレジャー リンカーン暗殺者の日記
- 72M (イワン〈ディミトリ―・ユリヤノフ〉)
- ニューヨーク　冬物語
- 熱砂の日 ※テレビ東京版
- ノックアラウンド・ガイズ（ジョニー・マーブルズ〈セス・グリーン〉）
- NOVO ノボ（フレッド〈エリック・カラヴァカ〉）
- ハート・オブ・ウーマン ※日本テレビ版
- パール・ハーバー (グーズ〈マイケル・シャノン〉) ※テレビ朝日版
- バイオハザードII アポカリプス
- バイカーボーイズ (スタントマン〈ブレンダン・フェア〉)
- ハイ・クライムズ（エンブリー〈アダム・スコット〉）※テレビ朝日版
- バイカーボーイズ（スタントマン〈ブレンダン・フェア〉）
- パイレーツ・オブ・カリビアン/生命の泉（コック）
- 爆走!!トムキャッツ　天下無敵のプレイボーイ同盟
- バッドボーイズ2バッド
- 花咲ける騎士道 (コルシニ〈ジェラルド・ラロシュ〉)
- パブリックエネミー
- ハリー、見知らぬ友人 (エリック〈ミシェル・ファウ〉)
- PARIS CAN WAIT（ジャック・クレマン〈アルノー・ヴィアール〉
- ピーター・パン&ウェンディ (ジョージ・ダーリング〈アラン・テュディック〉)
- ヒューゴの不思議な発明（鉄道公安官〈サシャ・バロン・コーエン〉）
- ビューティフル (2000)
- 氷海の伝説 (アタナグユアト〈ナタール・ウンガラーック〉)
- ビロウ ※テレビ東京版
- ファイアー・ストーム（マイケル〈ケン・ベヴェル〉）
- ファイアー・ファイト
- ファイナル・デッドサーキット 3D
- ファイト・バック・トゥ・スクール3/秘密指令は氷の微笑（レッ〈ナタリス・チャン〉）※ソフト版
- ブーリン家の姉妹 (2008)
- 夫婦の楽園?! エデンへようこそ（ジェーソン〈ジェイソン・ベイトマン〉）※Netflix版
- ブラック・シー（ブラッキー〈コンスタンチン・ハベンスキー〉）
- ブラックバード・フォース（ファビアーニ〈ピア・ジョルジュ・ベロッキオ〉）
- ブラッド・ワーク
- ブリッツ　ロンドン大空襲 (アルバート〈スティーヴン・グレアム〉)
- プリンス・オブ・ペルシャ/時間の砂
- フレディVSジェイソン (マーク〈ブレンダン・フレッチャー〉) ※テレビ東京版
- ペット・セメタリー2（チェイス・マシューズ〈アンソニー・エドワーズ〉）
- ベルファスト（ビリー・クラントン〈コリン・モーガン〉）
- ボーン・レガシー（ドナルド・フォイト博士〈ジェリコ・イヴァネク〉）
- ボゴタ：彷徨いの地
- ポセイドン/史上最悪の大転覆（ドクター・バラード〈C・トーマス・ハウエル〉）※テレビ朝日版
- ボルケーノ ※テレビ朝日版
- ホワイトファング ※NHK-BS2判
- マイアミ・バイス（ホセ・イエロ〈ジョン・オーティス〉）※ソフト版
- マイ・フレンド・フリッカ
- マイ・ベスト・フレンド（ジェイゴ〈パディ・コンシダイン〉）
- マザー・テレサ (1997)
- 真夜中のサバナ（ビリー・ハンスン〈ジュード・ロウ〉）
- 真夜中の銃声（カール〈ジェレミー・デイビス〉）
- 抹殺者（マット〈アントニオ・バンデラス〉）
- 見出された時（モレル〈ヴァンサン・ペレーズ〉）
- Mr.&Mrs.スミス ※テレビ朝日版
- ミッション: 8ミニッツ
- ミニミニ大作戦（ライル〈セス・グリーン〉）
- ミュンヘン（ロバート〈マチュー・カソヴィッツ〉）
- ムービー43（グリフィン・シュレーダー〈グレッグ・キニア〉）
- MUSA 武士（チュミョン〈パク・ヨンウ〉）
- 名犬ラッシー/ラッシーの“クーガーはともだち” (リック・ドーソン〈レス・ブラウン・Jr.〉) ※NHK-BS2版
- メデジン　麻薬カルテルをぶっ潰せ！ (ベルナルド・グティエレス)
- メン・イン・ブラック（ニュートン〈デヴィッド・クロス〉）※日本テレビ版
- メン・イン・ブラック2（ニュートン〈デヴィッド・クロス〉）※テレビ朝日版
- モディリアーニ/真実の愛
- やがて、霞たちこめて (ブジャン〈ユディ・アフマド・タジュディン〉)
- ヤング・ブラッド（アラミス〈ニック・モラン〉）
- U-571（キース・ラーソン少尉〈マシュー・セトル〉）※ソフト版
- ユア・マイ・サンシャイン（ジェホ〈ユン・ジェムン〉）
- 八日目（ジョルジュ〈パスカル・デュケンヌ〉）
- 欲望という名の電車 (1995) ※NHK-BS2版
- ライオン・キング（ハイエナ〈J・リー〉）
- ライド・アロング〜相棒見習い〜（ミッグス〈ブライアン・カレン〉）
- LIFE!
- ライラの冒険　黄金の羅針盤
- ラスト・ヒーロー・イン・チャイナ/烈火風雲（シーフー〈ナット・チャン〉）※ソフト版
- ラブ&ジェラート（ハワード〈オーウェン・マクドネル〉）
- リターン・トゥ・アース　宇宙に囚われた1027日 (ヴァンサン・コーラー〈ジャン＝ニコラ・ヴェロー〉)
- リディック
- レイヤー・ケーキ
- レジェンド・オブ・ザ・キング　聖なる王冠伝説 (ジェザ王〈パル・オベルフランク〉)
- レジェンド・オブ・ゾロ
- レッド・ウォーター/サメ地獄 (エメリー〈ロブ・ボルティン〉)
- ロイヤル・トリートメント（ウォルター〈キャメロン・ローズ〉）
- ロイヤルティーン:ウワサのプリンス（ビョルン〈ペッテル・ウィト・クリスティアンセン〉）
- ロード・オブ・ザ・リング三部作（メリアドク・“メリー”・ブランディバック〈ドミニク・モナハン〉）
  - ロード・オブ・ザ・リング/旅の仲間
  - ロード・オブ・ザ・リング/二つの塔
  - ロード・オブ・ザ・リング/王の帰還
- ロード・トリップ
- ロスト・イン・シャドー (ハンドラー)
- ROCK YOU!
- 我が名はヴェンデッタ（ミケーレ〈アレッシオ・プラティコ〉）
- 私が愛したヘミングウェイ（ヨリス・イヴァンス〈ラーズ・ウルリッヒ〉）

#### ドラマ
- I LOVE オリバー（ジェリー・ビーン〈グラント・シャウド〉）
- アウターバンクス (カルロス・シン)
- アウトキャスト（ブレイク・モロー〈リー・ターゲセン〉）
- アウトランダー（マータフ・フィッツギボンズ〈ダンカン・ラクロア〉）
- アガサ・クリスティー 殺人は容易だ ※NHKBSプレミアム(ハンブルビー牧師)
- 赤と黒（パク・ジェフン〈チョ・ドクヒョン〉）
- アストリッドとラファエル2 文書係の事件録 #3（ジャン・シャルパンティエ／ミロラド・メディッチ）
- アリー my Love シーズン3、4（マーク・アルバート〈ジェームズ・レグロス〉）
- アレクサ＆ケイティ（ブライアン）
- アンフォゲッタブル3 完全記憶捜査 #9（ロバート・チャベス〈ジェームズ・マルティネス〉）
- アンリステッド（アミール）
- ER緊急救命室シリーズ
  - シーズン6 #1（チャールス・キャメロン〈スティーヴン・カルプ〉）
  - シーズン8 #9（ロドニー〈ミゲル・カストロ〉）
  - シーズン9（ドッブス〈アンディ・アンバーガー〉）
  - シーズン10 #22（マーチン・プライヤー〈ラリー・サリヴァン〉）
  - シーズン12（ルー〈ベン・ウェバー〉）
  - シーズン13 #11（ルーファス・テイラー〈デヴィッド・アーロン・ベイカー〉）
  - シーズン14（バリー・グロスマン〈チャールズ・エステン〉）
- IT/イット ※NHK-BS2版
- インスティンクト -異常犯罪捜査- シーズン1 #7（デヴィッド・ウー）
- WITHOUT A TRACE/FBI 失踪者を追え!3 #16（ポール・ジェラルド〈パトリック・キャシディ〉）
- エイリアス（ウィル・ティッピン〈ブラッドリー・クーパー〉）
- NCIS: ニューオーリンズ（マイケル・バックリー）
  - シーズン1 #8（ロドニー・アボット）
  - シーズン2 #9（ミッキー〈ジェイソン・グレイ＝スタンフォード〉）
- エレメンタリー5 ホームズ&ワトソンin NY #1（クレイ・フィールダー〈リー・ターゲセン〉）
- エクストラポレーションズ：すぐそこにある未来（ハリス・ゴールドブラット〈デヴィッド・シュワイマー〉）
- オンエアー（チャン・ギジュン〈イ・ボムス〉）
- オリバー・ツイスト (1999)(モンクス〈マーク・ウォーレン〉)
- カウンターパート シーズン2（若いヤネク〈サミュエル・ローキン〉）
- ガンパウダー（ジェームズ1世）
- 奇皇后 〜ふたつの愛 涙の誓い〜（パルラチョプ〈ペ・ゴヌ〉）
- 気分はぐるぐる（ドン・フライ〈アンドリュー・ブラックマン〉）
- キャッスル 〜ミステリー作家は事件がお好き シーズン4 #4（フィリップ・リー〈ラニー・ジューン〉）
- ギルモア・ガールズ
- QUEEN OF THE SOUTH（フィナマン）
- クイズ 〜100万ポンドを夢見た男〜（ポール・スミス〈マーク・ボナー〉[34]）
- 9月の朝 〜カサンドラの物語〜（アリスチデス〈ジェロ・カミーロ〉）
- グッド・ドクター 名医の条件 #40「手を繋ぐ理由」
- クラリス（マーレイ・クラーク〈ニック・サンドウ〉[35]）
- クリミナル・マインド3 FBI行動分析課 #1（ネイサン・タブス）
- GRIMM/グリム（ヴィクトル・アルバート・ヴィルヘルム・ジョージ・ベッケンドルフ〈通称:ヴィクトル王子〉〈アレクシス・デニソフ〉）
  - シーズン3 #7, #12, #13, #15 - 19, #22（冒頭回想シーン）
  - シーズン4 #1, #2, #5, #6, #8, #9, #12, #13, #15
- クローザー
- コールドケース（#318デニス/#708若いボーリン・チェン〈ロビン・ショウ〉/#718,#719ポール・シェパード）
- 五行の刺客（ジェイムズ・バクスター〈ケヴィン・デュランド〉）
- このサイテーな世界の終り（クライブ〈ジョナサン・アリス〉）
- コンコルディア (ピーター・ブロム)
- サーキット・ブレーカー（ヤング校長〈マズ・ジョブラニ〉）
- THE TUDORS〜背徳の王冠〜
- ザ・クラウン（ジョン・メージャー〈ジョニー・リー・ミラー〉）
- ザ・グリッド（ラザ・マイケルズ〈ピーター・マレック〉）
- ザ・ケープ 漆黒のヒーロー（コンラッド・チャンドラー〈グレン・フィッツジェラルド〉）
- The HEAD (ホルスト)
- サブリナ シーズン5（ケビン〈マイケル・トルッコ〉）
- ザ・ホワイトハウス（クリフ・キャリー〈マーク・フォイアスタイン〉）
- ザ・ルーキー 40歳の新米ポリス!? シーズン2 #8（エルロイ・バッソ〈アラン・テュディック〉）
- CSI:科学捜査班（グレッグ・サンダース〈エリック・スマンダ〉）
- CSI: ベガス シーズン2（グレッグ・サンダース〈エリック・スマンダ〉）
- CSI:サイバー（NSA局長）
- ジーニアス:世紀の天才 アインシュタイン #5（カール・グスタフ・ユング博士〈ロッド・ハレット〉）
- CITY ON A HILL/罪におぼれた街
- SHADOWHUNTERS（スコット）
- ジャーナリスト事件簿 〜匿名の影〜（ペテル・ヴェロス〈ヨン・オイゴーレン〉）
- 宿敵 因縁のハットフィールド&マッコイ（エリソン・ハットフィールド〈ダミアン・オヘア〉）
- ジュラシック・ワールド/サバイバル・キャンプ:秘密の冒険（ブリムフォード〈ビル・ナイ〉）
- 私立探偵ヴァルグ（グンナル）
- 新入社員(チュ・ソンテ〈チョン・ジン〉)
- スーパーナチュラル (アッシュ)
- SCORPION/スコーピオン シーズン1 #18（ドクター・チョン〈ケオン・シム〉）
- スタートレック:ストレンジ・ニュー・ワールド シーズン2 #5（セベト〈マイケル・ベンヤー〉）
- スティル・アップ ねむれない２人
- スペース・フォース（ブラッド・グレゴリー〈ドン・レイク〉）
- スレッシュホールド〜The Last Plan〜（アーサー・ラムジー〈ピーター・ディンクレイジ〉）
- S.W.A.T. シーズン1 #21（ホーキンス〈アレックス・カーター〉）
- Sense8/センス8（ジョナス・マリキ〈ナヴィーン・アンドリュース〉）
- ダークエイジ・ロマン 大聖堂（レミジウス〈アナトール・トウブマン〉）
- 第一容疑者3（アンソニー・フィールド〈ジョニー・リー・ミラー〉）
- ダメージ (クリス・サンチェス〈クリス・メッシーナ〉)
- チェオクの剣（フンボク〈パク・チュンギュ〉）
- CHUCK/チャック
- 超能力ファミリーサンダーマン「#429 めざせ映画ヒーロー」（メテオール教授）
- テイルズ・オブ・ザ・ウォーキング・デッド
- D.P. -脱走兵追跡官- #204「プルコギ怪談」(ジュンソク)
- THIS IS US（ケイシー〈アンドリュー・サンティーノ〉）
- デスパレートな妻たち（ロン・マクリディー〈ジェイ・ハリントン〉、ラッシー）
- テッド ザ・シリーズ (バート〈ドン・レイク〉)
- テラノバ/Terra Nova（マルコム・ウォレス博士〈ロッド・ハレット〉）
- 天才少年ドギー・ハウザー
- ドールハウス Dollhouse
- トゥルー・コーリング（デイビス〈ザック・ガリフィアナキス〉）
- トゥルーブラッド（サム・マーロッテ〈サム・トラメル〉）
- DOMドン ～若きギャングの物語
- トンイ（シム・ウンテク〈キム・ドンユン〉）
- Dr.HOUSE #3（ブランドン・メレル〈ケヴィン・ゼガーズ〉）
- 夏の香り（チ・デプン〈アン・ジョンフン〉）
- NUMBERS 天才数学者の事件ファイル シーズン4 #10（ベン・ブレークリー〈エンリコ・コラントーニ〉）
- PERSON of INTEREST 犯罪予知ユニット シーズン5 #7（ヴァシリー・ミカエフ〈カシュトリム・ホージャ〉）
- ハウス・オブ・ザ・ドラゴン（サイモン・ストーントン〈マイケル・エルウィン〉）
- バーン・ノーティス 元スパイの逆襲 シーズン3 #15（ハンク〈マーク・フォイアスタイン〉）
- 馬医（ペク・ソック〈パク・ヒョックォン〉）※NHK版
- 初恋 (パク・ヒョンギ〈キム・テウ〉)
- ハットフィールド＆マッコイ　実在した一族 vs 一族の物語
- HAWAII FIVE-0
  - シーズン2 #11（マテオ・ヴァルガス〈リック・ゴメス〉）
  - シーズン8 #6（オリヴァー・マシス / パット〈マイケル・ウェストン〉）
- パラレル（エルヴェ〈ディミトリ・ストロージュ〉）
- 反撃のレスキュー・ミッション（ヒュー・コリンソン〈アンドリュー・リンカーン〉）
- ハンドメイズ・テイル/侍女の物語（ジョセフ・ローレンス司令官〈ブラッドリー・ウィットフォード〉）
- HERE AND NOW（イマム・チャック・ドゥメール）
- ビリオンズ（アリ・スピロス〈スティーヴン・クンケン〉）
- フェロートラベラーズ (ロイ・コーン)
- プライベート・プラクティス4（リー・マクヘンリー〈ニコラス・ブレンドン〉）
- SF恐竜ドラマ プライミーバル 第2章（オリバー・リーク〈カール・テオパルド〉）
- ブラック・ダヴ (スティーブン・ヤリック、リチャード・イーヴス)
- THE BLACKLIST/ブラックリスト シーズン1 #15（アラン・レイ・リフキン
- フリークス学園 (キャスパー〈ロン・マラスコ〉)
- FRINGE/フリンジ（リチャード・スティーグ）
- プロディガル・サン 殺人鬼の系譜（ロジャー〈ダニエル・ロンドン〉）
- プロビデンス（ダグ・ボイス〈トーマス・カバナー〉）
- ベイカー街探偵団
- VEGAS/ベガス（ジョーンズ）
- ボードウォーク・エンパイア 欲望の街（ミッキー・ドイル〈ポール・スパークス〉）
- HOMECOMING（アンソニー）
- HOMELAND（ラキーム）
- BONES シーズン8 #5（Dr.コール・リース〈ジェームス・パトリック・スチュアート〉）
- ホテル・バビロン（グリーン）
- ホテル ハルシオン（ルシアン・ダーバヴィル〈チャールズ・エドワーズ〉）
- ホワイトチャペル3 終わりなき殺意（ネイサン・マーセロ）
- マインドハンター（オケイセック刑事〈アレックス・モルフ〉）
- マードック・ミステリー 〜刑事マードックの捜査ファイル〜（ポール・ウィルソン）
- MACGYVER/マクガイバー #15 「ルーペ」
- マッドネス (フランコ・キニョーネス〈ジョン・オーティス〉)
- ミスター・メルセデス (テレビドラマ)（アンソニー・"ロビー"・フロビッシャー〈ロバート・スタントン〉）
- ミス・マープル パディントン発4時50分（ハロルド〈チャーリー・クリード・ミルズ〉）
- ミス・マープル3 無実はさいなむ（ボビー・アーガイル〈トム・ライリー〉）
- ミディアム5 霊能者アリソン・デュボア（ハル・マンゼル〈ジョン・アレス〉）
- 名探偵ポワロ メソポタミア殺人事件（ジョゼフ・マーカード）※NHK版
- メサイア 血塗られた救世主（ダニエル・ヒューズ〈シアラン・マクメナミン〉）
- Major Crimes 〜重大犯罪課 シーズン2 #14（Dr.チャールズ・メイソン〈クリストファー・カズンズ〉）
- THE MENTALIST メンタリストの捜査ファイル2 #21（アレック・モスカ〈スコット・メンヴィル〉）
- ユーリカ 〜事件です!カーター保安官
- 愉快なシーバー家 シーズン7（ドゥワイト〈クリストファー・バーガード〉）
- ライ・トゥ・ミー 嘘は真実を語る シーズン3 #4（シドニー・カールトン〈ジェファーソン・メイズ〉）
- ラスベガス シーズン2（エリック・ベイツ / ティム）
- リーシーの物語 (フランク)
- レッスン・イン・ケミストリー
- レバレッジ 〜詐欺師たちの流儀（ヴィトリ）
- LORE 〜ロア〜 #5（ピーター・シュトーブ〈アダム・ゴールドバーグ〉）
- LAW&ORDER:クリミナル・インテント（エドワード・スターンマン〈デヴィッド・アーロン・ベイカー〉）
- LAW & ORDER:性犯罪特捜班 #7（ビル・タービット）
- ロード・オブ・ザ・リング:力の指輪（ラルゴ・ブランディフット〈ディラン・スミス〉）
- 6人の女 ワケアリなわたしたち (グザヴィエ)
- ロズウェル - 星の恋人たち（ブロディ・デービス、ラレック〈デズモンド・アスキュー〉）
- 私はラブ・リーガル3 #6（ネイト・パースキー〈グレン・フィッツジェラルド〉）

#### アニメ
- 悪魔バスター☆スター・バタフライ「マルコ・ジュニア」（コバルト）
- アルティメット・アベンジャーズ（ブルース・バナー）
- アルティメット・アベンジャーズ2:ブラック･パンサー･ライジング（ブルース・バナー）
- アンデルセンストーリーズ 第11話「旅の道連れ」
- ウルヴァリンVSハルク（ブルース・バナー）
- おさるのジョージ（ジュニア）
- カース！ 呪われた秘宝 (コーネリア・ヴァンダーフーーヴェン)
- くるみ割り人形 マリーとおかしな仲間たち (ネズミ軍曹〈キャム・クラーク〉)
- ズートピア（フラッシュ）
- ズートピア+ (フラッシュ)
- スター・ウォーズ：テイルズ・オブ・ジェダイ（ナク＝イル）
- スター・ウォーズ：ヤング・ジェダイ・アドベンチャー (マスター・マル)
- 超人ハルク:サカールの預言（レッド・キング）
- 2分の1の魔法（コルト・ブロンコ）
- ネクスト・アベンジャーズ: 未来のヒーローたち（ブルース・バナー）
- 百妖譜（宦官）
- ホーム・オン・ザ・レンジ にぎやか農場を救え!（オリー）
- ホワット・イフ...?（コールソン）
- ぼんじゅーる?!イボン（ウィリー・テドウィル）
- リック・アンド・モーティ（ジェリー）
  - リック・アンド・モーティ対ジェノサイダー
  - サマー・ミーツ・ゴッド
- ロード・オブ・ザ・リング/ローハンの戦い（ロット[36]）

### ラジオドラマ
- NHK-FM 青春アドベンチャー
  - 5つの贈りもの 第2話「クリスマス物語」（2005年） - ショーン
  - 「文学少年と運命の書」
- FMシアター
  - 「砂の上の雲」
  - ベトナムの現代文学「虚構の楽園」（2004年）
  - 「君の名は」（2005年）
  - 「握手をしよう」（2008年）
  - スペインの現代文学「エトルリアの微笑み」（2008年）
  - 「夢の柩」
  - 「ある一日」（2013年） - 慎二
  - 「夜市」（2015年）
  - 「冬の曳航」
- NHKラジオ 朗読の時間「織田作之助作品集」（「六白金星」「木の都」）
- TBSラジオ ラジオワールド「少年H」（1997年）- 奥野先生、古田、久門教官、他

### ボイスオーバー
- アイアン・シェフ：レジェンドへの道（メイソン・ヘレフォード）
- クラシック倶楽部（NHK BSプレミアム）
  - 「世界を駆ける異色のトロンボーン奏者 クリスティアン・リンドベルイ」（2004年）
- 宇宙へ 〜冷戦と二人の天才〜（2010年、チャンネル銀河）
- 地球ドラマチック（NHK総合）
  - 「続・極限への旅 秘境の湿地帯をゆく」（2004年）
  - 「ロボ・ネッシー 浮上せよ」（2004年）
  - 「ラッコの暮らす海 〜アメリカ西海岸の取り組み〜」（2005年）
  - 「パパが子育てヒクイドリ 〜オーストラリアの珍鳥〜」（2009年）
  - 「大聖堂 ゴシック建築の科学」（2011年）
- BS世界のドキュメンタリー（NHK-BS）
  - 「ジーンズが語るアメリカ史」
  - 「エイミー・ワインハウス　10枚の写真」
  - 「フェルメールに魅せられて　“史上最大の展覧会”の舞台裏」（2023年）
- ハイビジョン特集（NHKデジタル衛星ハイビジョン）
  - 「万里の長城の秘密 〜世界最大の建造物はどう作られたか〜」（2008年）
  - 「E=mc2 アインシュタインと世界一美しい方程式」（2010年） - アルバート・アインシュタイン
- NHKスペシャル（NHK総合）
  - 「狂気の戦場 ペリリュー〜“忘れられた島”の記録」（2014年）
  - 「臨死体験 立花隆 思索ドキュメント 死ぬとき心はどうなるのか」（2014年）
  - 「追跡“イスラム国”」（2015年）
  - 「大アマゾン・最後の秘境」（2016年）
- 「古代遺跡ロマン　トロイ・伝説の戦い」（NHK教育）（2004年）
- 「徹底解明！　SHERLOCKの秘密」（BSプレミアム）（2014年）
- 放送大学「現代南アジアの政治」
- 世界が騒然！本当にあった（秘）衝撃ファイル
- 未解決ミステリー
- エンカウンターズ―UFOとの遭遇―

### ナレーション
- BBC EARTHドキュメンタリー「ワイルド・アラスカ〜炎と氷の大地〜」（2015年、WOWOW）
- BS世界のドキュメンタリー「心の旋律に耳を澄まして 音楽家ジェームズ・ローズ」
- ディスカバリーチャンネル/アニマルプラネット『シルクロード 未知への大紀行』＃1偉大なる秘密 ＃2奥地へ ＃3知られざる宝物 ＃4終着点
- 知って得する！アイデア帖～選りすぐり生活術～ (BS11)
- 永野に絶対来ないシゴト“カンブリア宮殿”風!?　経済トーク番組 ※テレビ東京（2024年8月26日）
- DVD『絹弦の製作と演奏』国産絹箏弦普及の会

### テレビドラマ
- 火曜サスペンス劇場 浅見光彦ミステリー3 「佐渡伝説殺人事件」（1988年、日本テレビ）
- 男と女のミステリー 「母ーちゃん」（1988年、フジテレビ）
- 東芝日曜劇場（第1633回）「愛をこめて娘より」（1988年、TBS）
- KADOKAWAシネマアンソロジー「再生」（ネットドラマ）

### 映画
- 生きたい（1999年） - 作業所の美青年

### 舞台
- 文学座公演
  - 近松女敵討（1988年・サンシャイン劇場）
  - ふるあめりかに袖はぬらさじ（1991年・サンシャイン劇場）
  - 恋と仮面とカーニバル（1993年・サンシャイン劇場）
  - 絹布の法被（1995年・サンシャイン劇場）
  - 牛乳屋テヴィエ物語（1998年・東京芸術劇場）
  - 最後の晩餐（2000年・紀伊國屋ホール）
  - ベンゲット道路（2002年・文学座アトリエ）
- 文学座アトリエ公演
  - 雨の運動会（1988年）
  - 作者を探す六人の登場人物（1988年）
  - フエンテ・オベ・フーナ（1993年）
  - 寒花（1997年）
  - クロイツェル・ソナタ（1998年）
- こまつ座公演
  - 十一ぴきのネコ（1990年・前進座劇場）
  - きらめく星座（1992年・紀伊國屋ホール）
- 地人会公演
  - ピアフ（1995年・サンシャイン劇場）
  - 日本の面影（1996年・紀伊國屋ホール）
  - ロミオとジュリエット（1997年・紀伊國屋サザンシアター）
  - 土曜・日曜・月曜（1999年・紀伊國屋ホール）
- 海と日傘（1997年・シアターサンモール）
- NEWS NEWS（1999年・長野県中信地区高等学校合同芸術鑑賞会/2001年・俳優座劇場）
- 鉄道員〈ぽっぽや〉（2000年・亀有リリオホール/シアターアプル）
- トロンボーン・クァルテット・ジパング コンサート 第2回演奏会（2000年・すみだトリフォニーホール 大ホール） - 語り手

### その他コンテンツ
- 朗読CDシリーズ 日本のことば名調子「心の本棚?美しい日本語」（朗読）